# Кингфилд (стадион)
Стадион Кингфилд — стадион в  графстве Суррей, в районе Кингфилд в Уокинге, который вмещает около 6000 человек, из которых 2500 сидят на трибунах, является домашним стадионом футбольного клуба Уокинг.

## Трибуна Лесли Госдена
Главная трибуна, называемая трибуной Лесли Госдена, имеет полностью крытые сиденья. Трибуна была построена в 1995 году на средства городского совета Уокинга и представлял собой первый из четырёх этапов развития.

## Другие трибуны
Напротив трибуны Лесли Госдена находится конец Кингфилд-роуд, представляющий собой крытую террасу. На одной стороне площадки есть две небольшие трибуны для сидения и небольшая открытая терраса, известная как «уголок плаксивых». Другая сторона представляет собой длинную открытую террасу, называемую террасой Криса Лейна, которая зарезервирована для болельщиков гостей, когда матч требует разделения зрителей, но может быть использована кем угодно, когда нет разделения. Над террасой Крис-Лейн находится телевизионная вышка, с которой снимаются основные моменты.

## Посещаемость
Рекордная официальная посещаемость стадиона составила 7020 человек в матче Кубка Англии среди любителей между Уокингом и Финчли в сезоне 1957-58. По неофициальным данным, на матче Уокинга с Чарльтоном Атлетик в 1-м раунде Кубка Англии 27 ноября 1926 года присутствовало 8100 человек, но официальная посещаемость в тот день составляет 5593 человека. Рекордная для Уокинга посещаемость домашней лиги в Кингфилде пришлась на воскресенье, 2 января 2022 года, когда 5 171 зритель посетили поражение от Олдершот Таун со счётом 3: 2 . Коммерческий директор Мик Ливси объявил в Твиттере на следующий день, что он побил предыдущий рекорд в 4900, когда Уокинг принимал Уиком Уондерерс в 1992 году.

### Средняя посещаемость — Woking FC
- 2021-22: 2703 (Национальная лига)
- 2020-21: 799 (Национальная лига)
- 2019-20: 2138 (Национальная лига)
- 2018-19: 2210 (Южная футбольная лига)
- 2017-18: 2076 (Национальная лига)
- 2016-17: 1430 (Национальная лига)
- 2015-16: 1634 (Национальная лига)
- 2014-15: 1912 (Южная конференция)
- 2013-14: 1601 (Южная конференция)
- 2012-13: 1608 (Южная конференция)
- 2011-12: 1833 (Южная конференция)
- 2010-11: 1167 (Южная конференция)
- 2009-10: 1335 (Южная конференция)
- 2008-09: 1727 (Южная конференция)
- 2007-08: 1757 (Южная конференция)
- 2006-07: 1774 (Национальная конференция)
- 2005-06: 1949 (Национальная конференция)
- 2004-05: 2172 (Национальная конференция)
- 2003-04: 2321 (Национальная конференция)

Hayes & Yeading United совместно использовали стадион в течение трёх сезонов; 2011-12, 2012-13 и 2013-14 годы.

## Рядом со стадионом
Рядом находится станция Уокинг примерно в миле от стадиона и обслуживается поездами South West Trains из лондонского Ватерлоо.